# Max Herrmann (Leichtathlet)
Max Herrmann (* 17. März 1885 in Danzig, heute Polen; † 29. Januar 1915) war ein deutscher Sprinter.
Bei den Olympischen Spielen 1912 in Stockholm stellte er in der 4-mal-100-Meter-Staffel zusammen mit Otto Röhr, Erwin Kern und Richard Rau den ersten offiziellen Weltrekord in dieser Disziplin auf (42,3 s). Im Finale jedoch wurde das deutsche Quartett nach einem Wechselfehler disqualifiziert. Über 100 und 400 Meter schied Herrmann im Vorlauf aus, über 200 Meter erreichte er das Halbfinale.
1911 und 1913 wurde er Deutscher Meister über 400 Meter.
Max Herrmann startete für den SC Charlottenburg.

## Persönliche Bestzeiten
- 100 m: 10,8 s, 21. August 1910, Hamburg
- 200 m: 21,9 s, 28. Juni 1914, Berlin
- 400 m: 49,9 s, 31. August 1913, Berlin